# 阿曼泰亚
阿曼泰亚，是意大利卡拉布里亚大区科森扎省的一个市镇。总面积29.46平方公里，人口14,075人（2018年）。ISTAT代码为078010。
阿曼泰亚在卡拉布里亚大区城市人口排名位居第20名；在卡拉布里亚大区城市人口密度排名位居第24位。

## 自然地理

### 领土
阿曼泰亚市的领土面积占据29.46平方公里，南北方向与第勒尼安海平行，海拔高度在0至439米之间。阿曼泰亚市北边的自然边界是贝尔蒙泰卡拉布罗，西边是第勒尼安海，南边是薩武托河与卡坦扎罗省的诺切拉泰里内塞，东边是海岸链的几处山峰，与克莱托、塞拉达伊埃洛和圣彼得罗-因阿曼泰亚划界。
在中世纪，贝尔蒙泰卡拉布罗市及其村庄也是阿曼泰亚市的领土：阿曼泰亚市对Belmonte城堡的管辖权随着城堡的建立而开始减小，大约在1270年，由查理一世 (安茹)下令惩罚阿曼泰亚居民的叛乱。后来，在1345年，阿曼泰亚社区向那不勒斯女王乔万娜一世发出诉求，对侵占阿曼泰亚一些领土的Belmonte Pietro Salvacossa的封建者进行制裁：女王在5月27日的地区法令中首次划定了阿曼泰亚的边界。直到1811年拿破仑时代，贝尔蒙特和阿曼泰亚领土之间的划分才在法律上得到认可，而在此之前，这种划分是事实上存在的。
从1937年7月起，圣彼得罗-因阿曼泰亚获得了它所保留的行政自治权：阿曼泰亚市因此失去了一块10平方公里的山地，而这块山地则建立起了新的市镇。

### 水文地理
几条来自内陆海岸链的几条河流或山洪从阿曼泰亚市的领土穿过：它们都是暴雨所造成的。因此，它们在冬季可以达到很大的水流，但在夏季，除非有大雨，否则河道会干涸，而这往往会造成突然的、破坏性的和危险的洪水。
因此，这些水道从北边开始，沿着第勒尼安国道向南流动。
- 卡托卡斯特罗河（Fiume Catocastro）是一条源自科库佐山（Monte Cocuzzo）（海拔1541米）的水道，下行约9公里，在莱克市内开出一条山谷。它与科森扎-阿曼泰亚的278省道平行。
- 圣玛丽亚河（Torrente Santa Maria），一条横穿小镇下部的暴雨河道，其河口与隆格马雷（Lungomare）划清界限。
- 卡尔卡托溪流（Torrente Calcato.）。
- 科隆吉河（Torrente Colongi）是一条流经阿曼泰亚（Amantea）建成区最南端的水道。以玛丽露-伊安尼（Marylou Ianni）的令人不安的经历而闻名，有人以她的生活为原型拍摄了一部滑稽电影。
- 奥利瓦河（Fiume Oliva）的源头在波特姆（Potame）附近海岸链上的斯奎尔山上（monte Scudiero）。18公里后，它在奥里瓦（Oliva）村流入第勒尼安海，位于康波拉-圣乔万尼（Campora San Giovanni）的北面。
- 鲁巴诺溪流（Torrente Rubano）。
- Torrente Torbido标志着科森扎罗省和卡坦扎罗省之间的边界。

### 气候
阿曼泰亚享有地中海式的第勒尼安型气陆的平均深度只有两公里，而沿着海面的长度超过13公里。这也是阿曼泰亚常年季节温和的元音。因此，在夏季期间，冷却空气的海风和山风占主导地位。由于靠近内陆海岸链，霜冻非常罕见，降雨则集中在10月至3月的六个月内。

## 名字的由来
据传在如今的Amantea镇的遗址或其领土上曾是古代大希腊的Clampetia或Lampetia镇，在古希臘語中为Λαμπετεία（"Lampeteia"），可能是由克羅托內人在一个已毁的古代布鲁西亚镇Clete的遗址上建立的。在克兰佩蒂亚逐渐消失后，東羅馬帝國人建立了坚固的尼佩蒂亚镇，为今天的镇中心所在地，其名称来自古希腊语νεος πεδιον（'新营地'）或νεος πολις（'新城镇'）。在阿拉伯人征服尼佩提亚后，阿拉伯人以Al-Mantiah（"堡垒"）的名字重新建立了这座城市，因此使用的地名是：官方名称 "Amantea"，晚期教会拉丁语中使用的是Mantia，方言中则是'a Mantia或la Mantia。根据其他人的说法，这个名字来源于Amantia，Αμάντια，根据Periplo di Scilace的说法，它是一个伊利里亚城市。

## 历史

### 远古时代
古代的特米萨应该位于坎波拉-圣乔瓦尼（Campora San Giovanni），这是阿曼提亚的一个小村庄，而克兰佩蒂亚极有可能位于阿曼提亚平原，这是科森丁-第勒尼安海岸唯一凹陷的区域。

### 中世纪
当東羅馬帝國人征服卡拉布里亚时，他们在现在的阿曼泰亚先前的地区建立了一个名为Nepetia（Νεπετία）的防御城堡。
Nepetia在9世纪被阿拉伯人征服，他们将其作为一个酋长国的首都，并将其更名为Al-Mantiah。
Nicephorus Phocas在885年重新征服该城时，阿曼泰亚这个名字依然存在。
该镇被提升为主教所在地，直到11世纪末被并入特罗佩亚教区。

### 现代
除了17世纪中叶一段短暂而混乱的时期外，阿曼泰亚从未被封建化。该镇始终保持国有城市的地位，有专属的机构。
正如洛伦佐-朱斯蒂尼亚尼在他的《那不勒斯王国地理推理词典》中所报告的那样，在十八世纪末，阿曼泰亚的人口达到2187人，主要从事养蚕业，因为周围的领土有丰富的桑树，用于繁殖蚕。
阿曼泰亚先是在1799年遭受了法国人的占领，后在1807年，在对法国侵略者进行了艰苦的抵抗之后，第二次遭受了法国人的占领。

### 当代
1861年，阿曼泰亚成为意大利王国的一个市镇，并配备了许多公共办公室和学校，使其成为腹地的参考点。1943年2月20日，盟军的轰炸击中了位于圣比亚吉奥教堂附近的Indipendenza路的德尔朱迪斯宫。如今其废墟上设立了一块牌子为纪念26名受害者，其中包括许多儿童。战后，阿曼泰亚经历了强劲的扩张，使其远至海边，成为著名的海滨和旅游胜地。几年前，肯波拉圣吉奥瓦尼（Campora San Giovanni）的旅游港口落成。

## 古迹和名胜
- 圣比亚吉奥教堂（Collegiate Church of San Biagio），又名矩阵教堂。
- 圣贝纳迪诺-达-锡耶纳教堂。
- 卡明教堂，又名圣罗科教堂。
- 卡普钦教堂，又名圣玛丽亚-拉-平塔教堂。
- 圣埃利亚教堂，又名德尔格苏教堂。
- 前圣弗朗西斯科-阿西西教堂；据传在拜占庭人最后重新征服阿曼特后（1031-1032），一个希腊仪式的巴西利安修士团体在城堡的山坡上定居下来，他们也许在一个古代清真寺的遗址上建立了圣巴西利奥教堂，这是阿拉伯人统治阿曼特的遗迹。1121年12月，教宗嘉禮二世在前往雷焦卡拉布里亚的途中，被阿曼提亚的巴西利安修士在他们的修道院里接待。[6]可以推断，在12世纪期间，该教区已经衰落，因为在1216年，亞西西的方濟各的同伴，受祝福的皮耶罗-卡廷，与其他宗教人士一起，在古老的巴西利亚教区定居，建立了一个方济各会修道院和邻近的阿西西的圣弗朗西斯教堂。
- 平塔大教堂，又名钟声大教堂（Cattedrale della Pinta o della Campana）；古老的阿曼提亚大教堂被称为 "平塔"（della Pinta），出自一幅古老而受人景仰的描绘圣母馬利亞 (耶穌的母親)的画作。[7]它位于老城区，靠近圣埃利亚区。
- 圣索菲亚教堂；这座古老的教堂已经不复存在，在一些可以追溯到15和16世纪的契约中得到其存在过的证明。 [8]
- 圣普罗科皮乌斯教堂。
- 圣尼古拉-德尔-里莫教堂（Chiesa di San Nicola del Rimo）；据推测，地名 "rimo "是 "eremo "的衍变，因为这座教堂在15世纪被证实是沿着Catocastro河而建，可能是一个隐居地。
- 圣尼古拉-德尔-奥利瓦教堂（Chiesa di San Nicola dell'Oliva）；古老的本笃会寺院，证实于1151年，位于奥利瓦河沿岸，靠近现在的肯波拉圣吉奥瓦尼村庄。这座古老的礼拜场所在15世纪就已被证实其存在，现在已沦为一个民用住宅。[9]
- 圣玛丽亚-德拉-卡尔卡塔教堂；毗邻圣奥古斯丁修道会的古老教堂，它建立于1490年，后因位于其相邻的修道院被镇压后关闭。
- 多米尼加修道院；1465年在阿曼特亚建立了一个道明會修道院，1652年10月24日关闭。[10]
- 供奉S.Alfonso de' Liguori的福尔吉埃勒教堂，附属于位于地址Via Dogana 64的福尔吉埃勒宫。
- 马林科拉马教堂

### 民用建筑
- 克拉丽斯宫。这座宫殿建于17世纪初，是穷苦的克莱尔修道院的所在地，一直到1806年，法国人在围攻阿曼特亚后，将其与其他教会财产一起没收，然后卖给了利扎诺的卢卡侯爵，后者将其作为贵族住所。德-卢卡侯爵们在宫殿里一直住到1977年。在经历了一段被遗弃和严重退化的时期后，该宫殿被现任主人福斯托-佩里买下并修复。克拉里塞宫目前是文化和商业活动场所。
- 米拉贝利宫。
- 米莱蒂宫。
- 弗洛里奥宫。
- 弗吉埃勒宫。
- 格雷科宫（原名芙蓉宫）。
- 迪劳罗宫（后来的芙蓉宫）。
- 卡瓦洛-马林科拉宫。
- 佩夏瓦莱宫。
- 科扎宫。
- 福利诺宫。
- 卡拉泰利宫。

历史中心的许多建筑都处于被忽视或腐烂的状态。其中的例外是：克拉里斯宫（Palazzo delle Clarisse），属于私人业主，在公共资本公司的帮助下进行了修复；18世纪的米拉贝利宫（Palazzo Mirabelli），是杰出的情人医生Giuseppe Mirabelli以及罗马论坛的著名律师Alfredo Mirabelli Centurione的出生地；卡拉特利宫（Palazzo Carratelli）。由于修士群体的存在，圣贝纳迪诺教堂可以进入。

### 军事建筑
- 阿曼泰亚城堡：城堡在山顶上可以俯瞰整个小镇，中间是马斯蒂奥的塔楼，不远处是圣弗朗西斯科-阿西西的旧教堂（也许是前清真寺）的遗址。恩佐-费拉的研究重建了公元1100年至1600年间建造的海岸防御系统。

事实上，这里有许多塔楼和防御工事，使该地区曾经得到很好的保护，以防止巴巴里海盗的袭击。
有的文物还保存完好。

## 社会

### 人口演变
从严格的人口角度来看，阿曼泰亚的历史有起有伏：第一次人口大增长发生在16世纪中期，当时由于贸易的发展，阿曼泰亚达到了一个相对辉煌的时刻。后来，在17和18世纪，由于各种因素，人口增长逐渐放缓：城堡的衰落，地中海地区的野蛮人袭击的恢复，以及最终卡拉布里亚大区的普遍贫困化。在一定时期内，甚至邻近的贝尔蒙泰卡拉布罗（Belmonte Calabro）镇也超过了阿曼特亚的人口，该镇的居民仅有2000多人，而阿曼泰亚有13900多人。 
毫无疑问，1806-1807年的法国围攻给该镇留下了深刻的印记，导致人口进一步下降，然而，在19和20世纪，该镇恢复得很好。然而，这最后一个时期的人口增长显然不如意大利大多数中大型城镇发生的人口增长：事实上，阿曼泰亚人乃至卡拉布里亚人的普遍移民，主要是向拉丁美洲、北美和北欧移民，其次是向意大利北部移民，对人口平衡产生了负面影响：最后这种移民，尽管与1960年代的移民形式不同，但没有停止。

### 族裔群体和少数外国群体
在该市居住的外国公民有311人，按国籍划分如下。
1. 罗马尼亚, 140
2. 摩洛哥, 43
3. 乌克兰, 38
4. 保加利亚, 28
5. 中国, 24

## 文化

### 音乐
阿曼泰亚市的第一个音乐团体，"'Mario Aloe'乐队阿曼泰亚市音乐会"，于1850年由市政当局成立，由Achille Longo大师指导。Mario Aloe大师从1927年到1965年期间担任指挥，后来乐队以他的名字命名。 
1987年，"Francesco Curcio乐队"由Francesco Curcio大师创立，以此纪念Achille Longo。
另一个当地的音乐团体是"阿曼特亚市地中海管弦乐团"，成立于2005年5月10日，由50名年轻的器乐演奏家组成，由Angelo De Paola大师领导。
阿曼泰亚是亚历山德罗·隆戈的出生地。

### 传统美食
阿曼泰亚以当地甜点Buccunotto而闻名，这是一种船形甜食，内含巧克力、香料等其他成分，传统上在生产它的家庭主妇和糕点店之间保持秘密。此外，鱼类加工也非常重要，如：凤尾鱼、沙丁鱼和被称为 "rosamarina "的新生鱼，由当地公司和个人严格按照老渔民传下来的食谱制作。

### 当地活动
- 狂欢节；
- 阿曼泰亚医疗日；
- 国际象棋比赛；
- "阿曼泰亚市文学奖”，由 Vitaliano Camarca 于 1962 年发起；
- "世界阿曼泰亚人日"；
- 瓜林巴国际电影节；
- “博览会”，该活动每年十月下旬至十一月初举行。

## 人为地理

### 城市规划
依附在城堡悬崖上的阿曼泰亚历史中心，虽然不是特别广阔，但对游客有很大的吸引力，既因为有纪念性的建筑和伟大的景色，也因为城市居住区的特点。
该镇占据一个主导地位，俯瞰第勒尼安海和冲积平原的沿海平原：直到19世纪都被城墙包围，其位置是卡拉布里亚-西特拉最强的地方之一。因此，不可避免的是，首先是拜占庭人，然后是阿拉伯人，他们想通过在陡峭的山坡上发展定居点来加固这个天然的堡垒。在20世纪30年代18号国道Tirrena Inferiore的老路线开通之前，老城中心几乎完全不对交通开放。即使在21世纪，通往城堡遗址和阿西西圣方济各教堂的通道也是泥土路，即使步行也很难走，而且老城区的很大一部分，包括圣埃利亚教堂和前耶稣会学院周围，都是汽车无法进入的。
从20世纪50年代起，在上述源自卡托卡斯特罗河和圣玛丽亚激流的沿海平原上，开始了该镇现代部分的城市发展：交叉的正交街道，低矮的房屋也是为了害怕经常摧毁卡拉布里亚的地震，最重要的是巨大的商业活力。安曼特的现代扩张的两条主要动脉是雷吉娜-玛格丽特大街和维托里奥-埃马努埃莱二世大街，它们在商业广场相遇，这里是下城区真正的城市中心。该镇被繁忙的18号国道Tirrena Inferiore穿过，新的布局可以追溯到20世纪60年代，还有南第勒尼安铁路，它是连接意大利北部和南部的重要动脉。新城市扩张的象征是阿曼泰亚长廊，它与第勒尼安海的海滩平行，长达1公里多。

### 村镇
- Oliva
- San Procopio
- Tonnara
- Camoli
- Fiumara
- Formiciche
- Acquicella
- Coreca（科雷卡）
- Colongi
- Campora San Giovanni（肯波拉聖吉奧瓦尼）
- Cannavina
- Chiaie
- Colongi
- Fravitte
- Villanova
- Gallo

## 基础设施和交通

### 街道
横穿洛瓦托雷全境的最重要的国道是18号国道Tirrena Inferiore，它是科森扎的下第勒尼安海的主要道路，是A2那不勒斯-卡拉布里亚高速公路沿线的有效选择。该市的领土也被278号国道穿过，并连接到科森扎，经过拉戈、多马尼科和卡罗莱等村庄。在更南边，与奥利瓦村相对应，它被108号主干道穿过，经过阿耶洛卡拉布罗市镇，通向科森扎市镇。

### 铁路
唯一穿过阿曼泰亚区域的铁路线是Ferrovia Tirrenica Meridionale（南第勒尼安铁路），该镇的车站就位于该铁路线上，于2009年进行了翻新。第二个火车站位于Campora San Giovanni。

### 码头
自拜占庭时代起，阿曼泰亚就是那不勒斯和雷焦卡拉布里亚之间航运路线上的一个重要港口：在古代，船只或商船被安置在Parco della Grotta中心的大型采石场中：这是一个巨大的天然石窟，当时靠近大海，可以容纳许多船只。
在肯波拉圣吉奥瓦尼（Campora San Giovanni）的小村庄里，阿曼泰亚港口（Porto Turistico Città di Amantea）已经建成并开放，这是一个重要的旅游港口，可以接待前往斯通波利島和埃奥利群岛的船只。

## 运动

### 足球
该市的第一家足球俱乐部诞生于1919年，名为Iuventus Società Sportiva Amantea。1927年，Amantea体育俱乐部成立，并更名为A.C.D. Città di Amantea 1927，它一直在地区层面上对业余冠军进行争议。
在Campora San Giovanni的小村庄里，还有一支参加卡拉布里亚第一类比赛的球队：ASD Campora Calcio。

### 其他运动
该镇也是A.S.D. Amantea Calcio a 5的所在地，该队成立于2001年参加了地区C1锦标赛。
阿曼泰亚的主力排球队是Volley De Luca Amantea，该队参加意甲联赛。

### 运动设施
市政当局有一个市政体育场和几个五人制足球设施。